# Šempeter pri Gorici
Šempeter pri Gorici (, ponekod napačno imenovan Šempeter pri Novi Gorici, po domače tudi samo Šempeter) je mesto z okoli 3.700 prebivalci (2020) v Sloveniji, središče Občine Šempeter - Vrtojba s 6.300 prebivalci. Leži ob pomembni prometni povezavi med Novo Gorico in Soško dolino ter Vipavsko dolino in Italijo.
Mesto je nastalo kot kmečko naselje na desnem bregu potoka Vrtojbica, hitreje pa se je začelo razvijati takoj po 2. svetovni vojni, ko je od Gorice, ki je pripadla Italiji, prevzelo vlogo upravnega in gospodarskega središča (skupaj s Solkanom). Kasneje je to vlogo prevzela novonastala Nova Gorica kot regionalno središče, še vedno pa je Šempeter drugo najpomembnejše zaposlitveno središče na Goriškem. V kraju imajo sedež kmetijska podjetja, ki upravljajo pridelavo v spodnji Vipavski dolini, od javnih ustanov pa je najpomembnejša splošna bolnišnica »Dr. Franca Derganca«, ki je osrednja regionalna zdravstvena ustanova za Severno Primorsko.
Status mesta je Šempeter pri Gorici dobil leta 2006. Obsega še predele: Čuklje, Ošlje, Kosirišče, Markov hrib (Podmark), Bazara, Kemperšče ter Smete, področje industrijske cone na jugu v bližini hitre ceste in mejnega prehoda Vrtojba.
V naselju je rimskokatoliška Župnijska cerkev sv. Petra v Šempetru pri Gorici.

## Znane osebe
- Saša Dončič, slovenski košarkar
- Borut Pahor, slovenski politik, bivši predsednik Republike Slovenije
- Robert Golob, slovenski politik, aktualni predsednik Vlade Republike Slovenije